# کیانو دیکن
کیانو دیکن (انگلیسی: Keano Deacon؛ زادهٔ ۴ آوریل ۱۹۹۶) بازیکن فوتبال است.
از باشگاه‌هایی که در آن بازی کرده‌است می‌توان به باشگاه فوتبال استالی‌بریج سلتیک اشاره کرد.